# Philip Corner
Philip Corner (* 10. dubna 1933 New York) je americký hudební skladatel, teoretik, klavírista a pozounista. V roce 1955 vystudoval City College of New York a o čtyři roky později pak Columbia University, kde studoval mimo jiné u skladatele Henryho Cowella. Několik let spolupracoval s Johnem Cagem a od roku 1961 byl členem hnutí Fluxus.